# Лорънс (окръг, Охайо)
Вижте пояснителната страница за други значения на Лорънс.
Окръг Лорънс (на английски: Lawrence County) е окръг в щата Охайо, Съединени американски щати. Площта му е 1184 km², а населението - 62 319 души (2000). Административен център е град Айрънтън.